# Зијад Шехић
Зијад Шехић је историчар из Босне и Херцеговине. Рођен је 1959. године у Мркоњић Граду, гдје је завршио основну и средњу школу. Дипломирао је на Одсјеку за историју Филозофског факултета у Сарајеву 1982. године. На истом факултету је магистрирао 1991. са радом „Анексиона криза 1908-1909. у свјетлу европске историографије“, а докторску тезу под насловом „Босанскохерцеговачки земаљски припадници у војној организацији Хабсбуршке монархије 1878–1918.“ је одбранио 2002. године.
Предаје на сарајевском Филозофском факултету, а такође се бави истраживањем европске и свјетске историје, међународне дипломатије 20. вијека и историје Босне и Херцеговине под аустроугарском влашћу у периоду од 1878. до 1918. године.
Објавио је 30-так научних радова, приказа и прилога и учествовао је у писању неколико уџбеника из историје за основне и средње школе.